# Richard Odada
Richard Odada, né le 25 novembre 2000 à Nairobi, est un footballeur international kényan qui joue au poste de milieu défensif au Union de Philadelphie en MLS.

## Biographie

### Carrière en club

#### Débuts en Serbie
Odada fait ses débuts au Kenya avec les Léopards où ses performances sont remarquées,.
En 2018, il fait plusieurs essais en Europe, entre la Croatie, la Serbie, la Suisse et l'Italie, prenant même part à un match amical avec les jeunes de la Juventus,.
Mais c'est finalement les géants serbes de l'Étoile rouge de Belgrade qu'il rejoint en 2019, s'affirmant d'abord dans les équipes de jeunes de l'Étoile rouge, puis chez leur partenaire du FK Grafičar Belgrade en 2020, avant d'intégrer l'équipe senior des anciens champions européens début 2021,.
Il fait ainsi ses débuts en championnat serbe le 28 février 2021, lors d'un match à domicile remporté 4-0 face au FK Proleter Novi Sad. Il fait ainsi partie d'une équipe belgradoise qui écrase son championnat, enchainant les victoires et étant sacrée championne dès avril.

#### Suite de carrière en MLS
Le 2 août 2022, Odada s'engage pour un contrat de deux ans et demi au Union de Philadelphie, franchise de Major League Soccer.

### Carrière en sélection
Alors qu'il joue au Kenya, ses performances lui valent d'être sélectionné avec équipe des moins de 20 ans de son pays natal, avec qui il participe aux éliminatoires de la CAN U20 à la fois pour l'édition 2017 et 2019, prenant également part au tournoi organisé par la CECAFA.

## Palmarès
| Étoile rouge de Belgrade - Champion de Super liga en 2020-21 |